# 武内理貴
武内 理貴（たけうち りき、2002年3月17日 - ）は、愛媛県松山市出身のバスケットボール選手。B.LEAGUEの愛媛オレンジバイキングスに所属している。ポジションはシューティングガード。

## 経歴
山梨学院大学在学中の2022年11月29日に特別指定選手として愛媛オレンジバイキングスに加入した。
2023年3月2日に愛媛での活動を終了した。同年開催された第75回全日本大学バスケットボール選手権大会ではベスト8に進出した。その後、12月11日にプロ契約の特別指定選手として広島ドラゴンフライズに加入した。